# Никольская волость (Трубчевский уезд)
Нико́льская волость — административно-территориальная единица в составе Трубчевского уезда Орловской губернии, существовавшая в 1918—1919 годах.
Административным центром волости являлось село Жирятино.

## История
Волость была образована 4 апреля 1918 года путём выделения из Малфинской волости.
Название волости происходит от Никольской лесной дачи, занимавшей центральную часть волости (примерно 50% всей её площади).
15 сентября 1919 года Никольская волость была упразднена, а её территория вновь воссоединена с Малфинской волостью.
Ныне территория бывшей Никольской волости разделена между Выгоничским и Жирятинским районами Брянской области.

## Состав волости
В Никольскую волость входили следующие населённые пункты:
- село Жирятино
- деревня Городище
- деревня Княжий Крупец
- деревня Колычёво
- деревня Комягино
- село Малый Крупец
- деревня Орменка
- деревня Ольховка
- село Творишичи